# ウィリアム・マローン
ウィリアム・マローン（William Malone 1953年 - ）はアメリカの映画監督、脚本家、特殊効果コーディネーター。

## 人物・略歴
少年時代から8mm映画を撮るほどの、根っからのSF＆ホラーマニアとして知られ、これまで手がけた作品もB級ホラーやSFものがほとんどである。『バイオ・スケアード－悪魔の遺伝子』や『クリーチャー』などの初期作品には、SFホラーの古典『遊星よりの物体X』（1951年）や『エイリアン』（1979年）にオマージュを捧げていると思わせる部分が何箇所も見受けられる。
長年SF、ホラー関係のTVや映画の製作に携わってきたベテランであるが、日本での知名度はあまり高いとは言えず、知る人ぞ知る監督である。『TATARI タタリ』も劇場公開時は『バック・トゥ・ザ・フューチャー』シリーズの監督、ロバート・ゼメキスが製作に名を連ねていたことの方が有名だった。

## 主な作品
- バイオ・スケアード－悪魔の遺伝子　SCARED TO DEATH（1980/製作総指揮・監督・脚本）
- クリーチャー　CREATURE（1985/製作・監督・脚本）
- TATARI タタリ　HOUSE ON HAUNTED HILL（1999/監督）
- ユニバーサル・ソルジャー/ザ・リターン　UNIVERSAL SOLDIER:THE RETURN　（1999/脚本）
- スーパーノヴァ　SUPERNOVA（2000/原案）
- フィアー・ドット・コム　FEAR DOT COM（2002/監督）
- 閉ざされた場所 FAIR HAIRED CHILD(2005/監督)※13人の監督による共同プロジェクト『マスターズ・オブ・ホラー』（MASTERS OF HORROR）の中の一作品。
- ブラッディ・ローラ　殺戮の催眠美少女 PARASOMNIA  (2008/監督)